# Malupa elongata
Malupa elongata är en fjärilsart som beskrevs av William Schaus 1906. Malupa elongata ingår i släktet Malupa och familjen tandspinnare. Inga underarter finns listade i Catalogue of Life.